# Bred 2 Die Born 2 Live
Bred 2 Die Born 2 Live – debiutancki album amerykańskiego rapera Lila Scrappy’ego. Został wydany 5 grudnia, 2006 roku.

## Tło
Gościnnie występują na krążku tacy artyści jak Yung Joc, Stayfresh, Young Buck, Young Dro, Bohagon, Lil Jon, Three 6 Mafia, Playboy Tre', Lloyd, Yo Gotti, Lil’ Chris, Nook, Olivia & 50 Cent. Produkcje są od Eminem, Lil Jon, 50 Cent, Sha Money XL, Jazze Pha, Drumma Boy, Jonathan „JR” Rotem & Isaac „Ike Dirty” Hayes i wielu innych.
Pierwszym singlem jest „Money in the Bank” z gościnnym udziałem Young Buck, wyprodukowanym przez Isaac „Ike Dirty” Hayes. Drugim singlem jest „Gangsta, Gangsta” z udziałem Lil Jona, który jest również odpowiedzialny za podkład. Trzecim z kolei jest „Oh Yeah (Work)” z gościnnym udziałem dwóch raperów E-40 oraz Sean P, członka grupy YoungBloodZ i wyprodukowanym przez Jona. „Livin' in the Projects” jest czwartym singlem. Album zadebiutował na 11. miejscu listy Billboard 200 ze sprzedażą 82.000 egzemplarzy. Do tej pory krążek sprzedał się w ilości ponad 683.000 kopii, co daje mu status złotej płyty.

## Lista utworów
Lista według Discogs (utwory 1–20)
| #  | Tytuł                           | Producent(ci)                     | Goście                           | Czas |
| -- | ------------------------------- | --------------------------------- | -------------------------------- | ---- |
| 1  | „I'm Back”                      | Lil Jon                           |                                  | 2:57 |
| 2  | „Touching Everything”           | Jazze Pha                         | Yung Joc                         | 4:46 |
| 3  | „Young and Famous”              |                                   | Stayfresh                        | 1:12 |
| 4  | „Money in the Bank”             | Isaac „Ike Dirty” Hayes           | Young Buck                       | 3:52 |
| 5  | „Been a Boss”                   | Lil Jon                           | Young Dro & Bohagon              | 4:51 |
| 6  | „Gangsta Gangsta”               | Lil Jon                           | Lil Jon                          | 4:21 |
| 7  | „Posted in the Club”            | DJ Paul & Juicy J                 | Three 6 Mafia                    | 3:49 |
| 8  | „Anutha Country Story”          |                                   | Bohagon & Playboy Tre            | 1:24 |
| 9  | „Livin' in the Projects”        | J.R. Rotem                        |                                  | 4:14 |
| 10 | „Born to Live”                  | Lil Jon                           |                                  | 5:02 |
| 11 | „Pussy Poppin' „                | Shondrae "Mr Bangladesh" Crawford | Lloyd                            | 3:49 |
| 12 | „Get Right”                     | Don Cannon                        | Yo Gotti & Lil Chris             | 3:58 |
| 13 | „Baby Daddy”                    | Ky Miller, Sha Money XL           |                                  | 4:38 |
| 14 | „The Situation”                 |                                   | Nook                             | 1:51 |
| 15 | „Police”                        | Lil Jon                           |                                  | 4:31 |
| 16 | „Like Me”                       | Drumma Boy                        |                                  | 3:58 |
| 17 | „G-Shit”                        | Kadis & Sean                      | Olivia                           | 2:38 |
| 18 | „Nigga, What's Up”              | Jake One                          | 50 Cent                          | 3:16 |
| 19 | „Lord Have Mercy”               | Eminem                            | Eminem                           | 3:48 |
| 20 | „Oh Yeah (Work)” (bonus Track)  | Lil Jon                           | Sean P of the YoungBloodZ & E-40 | 4:36 |
| 21 | „Shake It” (iTunes bonus Track) | J.R. Rotem                        |                                  | 2:45 |

Producenci wykonawczy – 50 Cent, Emperor Searcy, Lil Jon, Rob McDowell, Tom Whalley, Vince Phillips

## Niewydane utwory
- „Pop It Off” (Produced By Tec Beatz)
- „My Life” (feat. 50 Cent & Chyna Whyte)
- „Put It In The Air” (feat. Nivea)
- „You Ain't Know” (feat. Bo Hagon) (Utwór ten wyciekł do Internetu i znalazł się na profilu MySpace Lil Jon w styczniu 2006 roku)

## Pozycje na listach
| Lista (2008)                          | Pozycja |
| ------------------------------------- | ------- |
| U.S. Billboard 200                    | 11      |
| U.S. Billboard Top R&B/Hip-Hop Albums | 2       |
| U.S. Billboard Top Rap Albums         | 1       |